# Dogmes de l'Église catholique
Les dogmes de l'Église catholique sont définis comme des vérités révélées par Dieu que le Magistère de l'Église catholique a déclarées « contraignantes pour la foi ». 
Les fidèles ne sont tenus d’accepter un enseignement comme dogme que si l'Église catholique l'a clairement et spécifiquement identifié en tant que dogme.
Les seules instances qui puissent proclamer un dogme sont les conciles en présence du  pape, ou encore le pape seul.

## Définition
Dans le catholicisme, le concept de dogme repose sur deux fondements : d'une part la Révélation publique de Dieu contenue dans la Bible ainsi que dans la Tradition, et d'autre part une proposition de l’Église catholique qui non seulement annonce le dogme, mais le déclare également « contraignant pour la foi ». Cette proclamation peut provenir d'une décision ex cathedra d’un pape ou d'une déclaration définitive faite par un concile œcuménique.

## Formation des dogmes

### Mise en place des dogmes et des conciles
Les questions relatives à l'élaboration d'une doctrine du Christ se sont posées très tôt (IIe siècle). Ainsi se définissent, par opposition l'une à l'autre, les « hérésies » et l’« orthodoxie », comme en témoignent, par exemple, les écrits apologétiques d’Hilaire de Poitiers contre les hérétiques.
Au cours du IVe siècle, débute la succession des conciles qui élaborent la dogmatique, particulièrement la christologie. Plutôt que de trouver un consensus entre les cinq patriarcats, égaux et indépendants à l'époque, les conciles agissent comme des tribunaux et chacun d'eux donna lieu à un schisme. Toutefois, jusqu'en 1054, ces schismes ne séparent que des communautés de croyants (appelées « sectes » c'est-à-dire « coupées »), mais non les patriarcats (Jérusalem, Alexandrie, Rome, Antioche et Constantinople), qui eux, restent dans l’« orthodoxie ».
Comme l'explique Marie-Émile Boismard o.p., une formulation des divers dogmes destinée au croyant se retrouve alors dans les confessions de foi qui représentent une conception « hellénistique » de la religion:

« Croire que les dogmes étaient présents à l'origine relève de la mentalité moderne. On a toujours tendance à analyser les textes du Nouveau Testament pour y retrouver la foi de l'Église actuelle. Dans le monde sémitique, la foi est avant tout l'engagement d'une personne vis-à-vis de Dieu. Quand on passe dans le monde grec, elle se transforme : au lieu d'être une adhésion à une personne, elle devient adhésion à des vérités, à des dogmes
Elle « s'intellectualise ». Pour beaucoup de gens, est chrétien celui qui va adhérer à un « credo ». »

Lucien Jerphagnon estime que la crise arienne change tout. Auparavant, les conciles sont locaux : ce sont des tribunaux où l'on juge les minoritaires, tel celui de Hierapolis qui avait exclu Montan en 175. Avec la crise arienne, au lieu d'être local (assorti de conséquences locales), le concile, par la volonté de l'empereur, devient œcuménique et les conséquences s'étendent à tout l'empire. La seule issue pour l'hérétique condamné est alors l'exil.

### Dogmes des sept premiers conciles
1. 325 : premier concile de Nicée : Fils « vrai Dieu de vrai Dieu, engendré et non créé, consubstantiel au Père » ;
2. 381 : premier concile de Constantinople : « Saint-Esprit consubstantiel au Père » - Credo de Nicée-Constantinople ;
3. 431 : concile d'Éphèse : Marie, Mère de Dieu (théotokos) ; 
En 449 se déroule le deuxième concile d'Éphèse, un concile oriental qui décide le monoénergisme. Ce concile n'est pas reconnu par les autres Églises ;
4. 451 : concile de Chalcédoine : « La double nature de Jésus » c'est-à-dire le dyophysisme et l’union hypostatique.
Les conclusions de ce concile provoquent la scission avec les Églises des trois conciles ;
5. 553 : deuxième concile de Constantinople : Marie, aei parthenos, c’est-à-dire toujours vierge[5] ;
6. 680-681 : troisième concile de Constantinople : le Christ est doté de « deux volontés, non pas opposées l'une à l'autre mais une volonté humaine subordonnée à la volonté divine »[6] ;
7. 787 : concile de Nicée II : légitimité du culte des icônes (Théodore Studite, patriarche Nicéphore).

À partir de 1054, la rupture est progressivement consommée entre catholiques (dits « romains » ou « occidentaux ») et orthodoxes (dits « byzantins » ou « orientaux »), chacun de ces deux courants revendiquant la succession apostolique. Des anathèmes mutuels provoquent la rupture de la Pentarchie.

## Dogmes catholiques

### Principes généraux
L'Église catholique, considère que c'est son rôle de transmettre la révélation et d’en approfondir la compréhension au cours des âges, avec l’assistance du Saint-Esprit.
Les catholiques considèrent les dogmes comme des expressions de la foi, déjà implicitement incluses dans la révélation divine et simplement explicitées par l'Église catholique,,.

### Dogmes proprement catholiques
- 1215 : transsubstantiation (concile de Latran IV)
- 1274 : purgatoire (deuxième concile de Lyon) ;
- 1545-1563 : concile de Trente :
  - fixation du canon biblique catholique ;
  - théorie de la tradition de la Révélation ;
  - canonisation de la Vulgate.
- 1854 : Immaculée Conception de Marie, dogme établi par une bulle pontificale Ineffabilis Deus de Pie IX ;
- 1870 : infaillibilité pontificale (concile Vatican I) ;
- 1950 : Assomption de Marie, dogme établi par la constitution apostolique Munificentissimus Deus de Pie XII. C'est la première, et à ce jour la seule, déclaration faisant usage de l'infaillibilité papale depuis la proclamation de l'infaillibilité par le concile Vatican I. Il signifie que Marie est montée au ciel avec son corps.

### Dogmes mariaux
Les dogmes mariaux concernent la Vierge Marie. Sur les quatre dogmes actuellement définis, les deux plus anciens (431 et 553, qui en font la « mère de Dieu » et une vierge perpétuelle), sont partagés par les deux Églises catholique et orthodoxe, tandis que les deux plus récents (1854 et 1950, qui en font un être exempt de péché originel, élevé au ciel « corps et âme »), ne sont des dogmes que pour l’Église catholique.

## L'unité doctrinale

### Christianisme ancien
Les historiens et les théologiens qui ne suivent pas le point de vue de l’Église catholique, comme Walter Bauer ou Adolf von Harnack, considèrent  qu’il n’existait pas d’unité doctrinale dans le christianisme ancien (organisé en Pentarchie avant 1054, ce que la papauté ne reconnaît pas) et que considérer différentes confessions chrétiennes (les ariens ou les nestoriens) comme des « hérétiques » et les opposer soit aux « catholiques », soit aux « orthodoxes » est un anachronisme, car cela suppose que l’une de ces Églises (celle qui est citée) est l’unique continuatrice de l’Église du IVe siècle. L’emploi d’un seul de ces termes, ainsi que l'usage des termes « anglicans » et « protestants », rejette l’autre dans la même « illégitimité hérétique »,,. Pour Walter Bauer, les hérésies, ou école de pensées, étaient « premières » en un temps où la règle herméneutique la plus fréquente était « plus c'est ancien, plus c'est authentique ». Elles correspondaient à la fois au mode de transmission pharisien, groupe religieux dont les membres se réunissaient autour d'un maître, et au mode de transmission hellénistique, groupe philosophique dont les membres se réunissaient autour d'un maître.

### Dogme et Réforme
Pour André Gounelle, les protestants n’ont pas de dogme à proprement parler, mais des doctrines et des principes. Le dogme ayant « le statut d’une vérité révélée ou, en tout cas, d’une formule qui exprime parfaitement le contenu de la révélation », il est donc intangible, intouchable et irréformable. C’est pourquoi le mot « dogmatisme » caractérise celui qui est certain de détenir la vérité et qui se refuse à discuter, à mettre en question ses opinions et à les modifier après réflexion ou en fonction de l’expérience. Or, au contraire du catholicisme, prisonnier des décisions des conciles ou des papes du passé, le protestantisme estime révisables, réformables tous ses enseignements. André Gounelle cite en exemple la notion de Trinité, dogme pour le catholicisme, et doctrine pour les protestants, que beaucoup de protestants considèrent comme une bonne explication de l’être de Dieu, qui rend compte de manière juste du message biblique. D’autres protestants, par exemple les unitariens et les libéraux, la critiquent et cherchent de meilleures formulations.

### La question de l'œcuménisme
D'après Michel Grandjean, il est impossible de parler sur l'instant de conciles œcuméniques ou de dogmes œcuméniques. Dans l’antiquité gréco-romaine, oikoumênê désigne la « Terre habitée » : l’œcuménicité d’un concile ne saurait être affirmée qu’a posteriori, lorsque des années ou des siècles plus tard, les Églises proclament leur adhésion au concile en question.

### Histoire et théologie
- Marie-Émile Boismard, À l'aube du christianisme : Avant la naissance des dogmes, Paris, Cerf, 1998, 192 p. (ISBN 978-2204059770).
- (en) Avery Dulles, The Survival of Dogma: Faith, Authority, and Dogma in a Changing World, Crossroad, 1982 (ISBN 978-0-8245-0427-4, lire en ligne)
- Michel Fédou, Les Dogmes, Fidélité, 2020, 116 p. (ISBN 978-2873568566).
- Bernard Meunier, La naissance des dogmes chrétiens, Les éditions de l'Atelier, 2000 (ISBN 978-2-708-23507-6).
- Michael Seewald (trad. de l'allemand par Marc de Launay, préf. Evelyn Waugh), Dogmes en devenir, Paris, Cerf, 20 octobre 2022 (ISBN 978-2-204-13770-6).
- Bernard Sesboüé (dir.), Histoire des dogmes, t. I : Le Dieu du salut (Ier – VIIIe siècle). Dieu, la Trinité, le Christ, l'économie du salut, Paris, Desclée Mame, 2016 (ISBN 978-2-7189-1038-3).
- Bernard Sesboüé (dir.), Histoire des dogmes, t. II : L'homme et son salut (Ve – XVIIe siècle). Anthropologie chrétienne : création, péché originel, justification et grâce, éthique, fin dernière, Paris, Desclée Mame, 2016 (ISBN 978-2-7189-1039-0).
- Bernard Sesboüé (dir.), Histoire des dogmes, t. III : Les signes du salut (XIIe – XXe siècle). Anthropologie chrétienne : création, péché originel, justification et grâce, éthique, fins dernières, Paris, Desclée Mame, 2016 (ISBN 978-2-7189-1040-6).
- Bernard Sesboüé (dir.), Histoire des dogmes, t. IV : La parole du salut (XVIIIe – XXe siècle). Doctrine de la Parole de Dieu, Révélation, foi, Écriture, Tradition, Magistère, Paris, Desclée Mame (ISBN 978-2-7189-0730-7).

### Documents
- Église catholique, Catéchisme de l'Église catholique, Mame, coll. « Textes du Magistère », 2015 (ISBN 978-2-7289-2124-9, lire en ligne)